# 高橋由典
高橋 由典（たかはし よしのり、1950年9月 - ）は、社会学者、京都大学国際高等教育院特定教授。

## 経歴
1974年京都大学文学部卒、80年同大学院博士課程研交指導認定退学、広島女子大学文学部講師、83年助教授、84年京都大学教養部助教授、92年京都大学同総合人間学部助教授、97年同教授、2002年人間環境学研究科教授。97年「感情と行為 -社会学的感情論の試み」で京大文学博士。

## 著書
- 感情と行為 社会学的感情論の試み 新曜社 1996.7
- 社会学講義 感情論の視点 世界思想社 1999.9
- 行為論的思考 体験選択と社会学 ミネルヴァ書房 2007.7（叢書・現代社会のフロンティア）
- 社会学者、聖書を読む 教文館 2009.3

共編
- 学問の小径 社会学・哲学・文学の世界 大橋良介、高橋三郎 世界思想社 2006.5
- 共同研究 戦友会 [高橋三郎、溝部明男、伊藤公雄、新田光子、橋本満] インパクト出版 2005.4

## 概念
彼独自の「体験選択」と呼ばれる概念を創出した。

## 参考
- ReaD 高橋由典[要文献特定詳細情報]